# Dorfkirche Stremmen

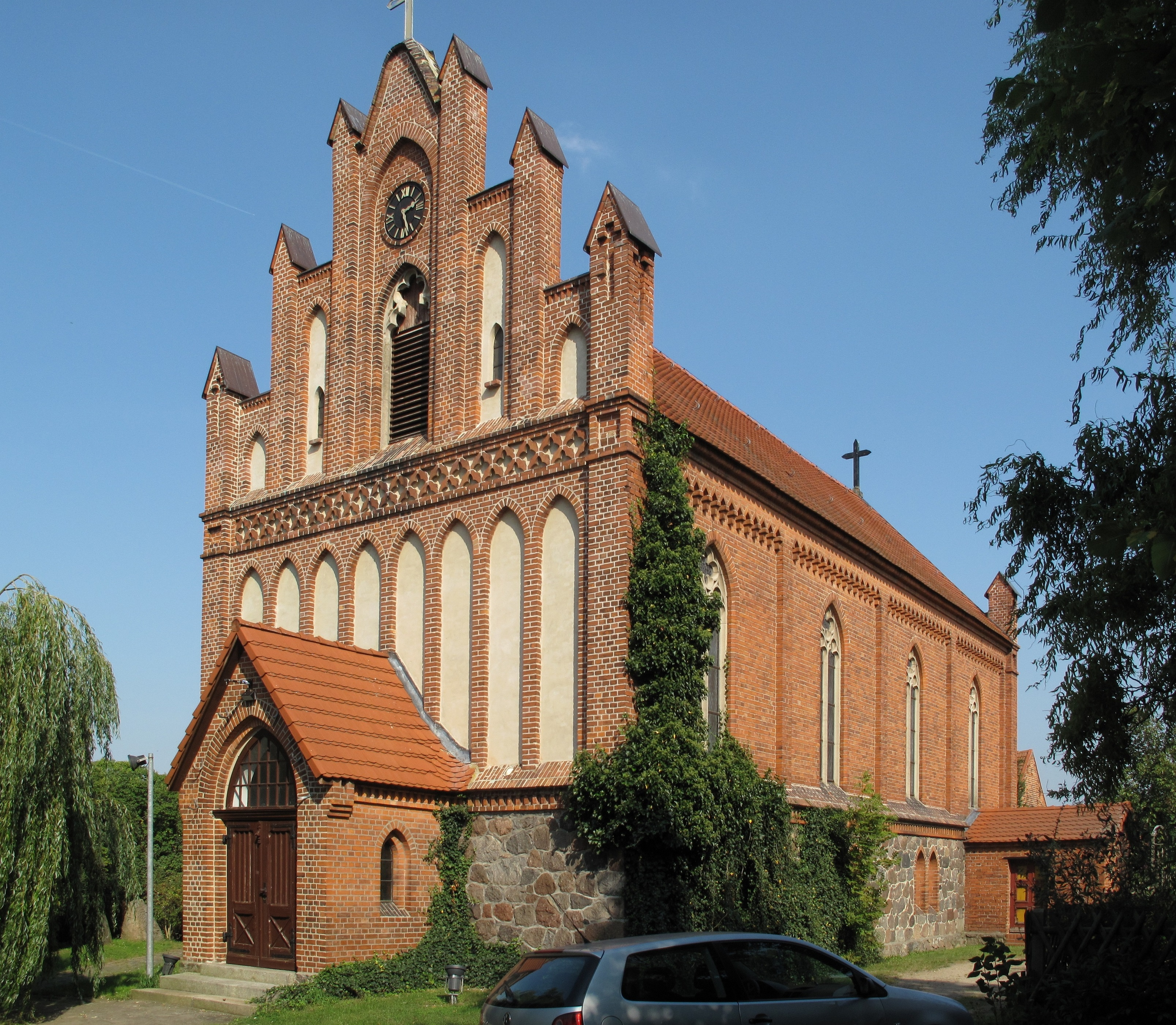
Dorfkirche Stremmen

Die evangelische, denkmalgeschützte Dorfkirche Stremmen steht in Stremmen, einem Ortsteil der Gemeinde Tauche im Landkreis Oder-Spree in Brandenburg. Sie gehört zur Evangelischen Kirchengemeinde Tauche im Kirchenkreis Oderland-Spree der Evangelischen Kirche Berlin-Brandenburg-schlesische Oberlausitz.

## Beschreibung
Die neugotische Saalkirche entstand 1883 an der Stelle zweier Vorgängerbauten nach einem Entwurf von Carl Niermann. 1995/1996 wurde die Kirche restauriert. Über dem aus Feldsteinen errichteten Erdgeschoss besteht das vierjochige, mit einem Satteldach bedeckte Langhaus aus Backsteinmauerwerk. Zwischen den Lisenen der Längswände befinden sich Maßwerkfenster. Im Osten schließt das Bauwerk mit einer fünfseitigen eingezogenen Apsis ab. Die Fassade im Westen ist mit Blenden, Fries und Staffelgiebel verziert. Hinter dessen Klangarkade befindet sich der Glockenstuhl, in dem zwei Kirchenglocken hängen, die eine von 1401, die andere von 1926.
Der Innenraum hat Emporen an drei Seiten. Die Kirchenausstattung stammt aus der Bauzeit. Die Orgel wurde 1883/84 von Albert Lang gebaut.